# Dingxiang
För andra betydelser, se Dingxiang (olika betydelser).
Dingxiang, tidigare romaniserat Tingsiang, är ett härad som lyder under Xinzhous stad på prefekturnivå i Shanxi-provinsen i norra Kina.
I Dingxiang finns tre platser som upptagits på Folkrepubliken Kinas lista över kulturminnesmärken: Hongfutempelt (Hongfu si, 洪福寺), Guanwangtempelet i Dingxiang (Dingxiang guanwang miao, 定襄关王庙) och tunnelkrigsskådeplatsen i Xihetou (Xihetou didaozhan yizhi, 西河头地道战遗址).

## Kända personer med anknytning till orten
- Yan Xishan (1883-1960), krigsherre under mellankrigstiden;
- Bo Yibo (1908-2007), ledande kommunistisk politiker;
- Bo Xilai, (född 1949), son till Bo Yibo och borgmästare i Chongqing.